# Virming
Virming [viʁmɛ̃] est une commune française située dans le département de la Moselle, en région Grand Est.

## Géographie

### Communes limitrophes
|           | Grostenquin         | Francaltroff        |
| Bermering | Virming             | Neufvillage         |
|           | Rodalbe, Bénestroff | Vahl-lès-Bénestroff |

### Écarts et lieux-dits
- Speckhous
- Ibrick
- Obrick (ancienne commune de la Moselle)
- Besville (anciennement Besseweiller[1])

### Hydrographie
La commune est située dans le bassin versant du Rhin au sein du bassin Rhin-Meuse. Elle est drainée par l'Albe, le ruisseau le Lenzbronn et le ruisseau des Etangs Benestroff.
L'Albe, d'une longueur totale de 33,3 km, prend sa source dans la commune de Rodalbe et se jette  dans la Sarre à Sarralbe, après avoir traversé douze communes.

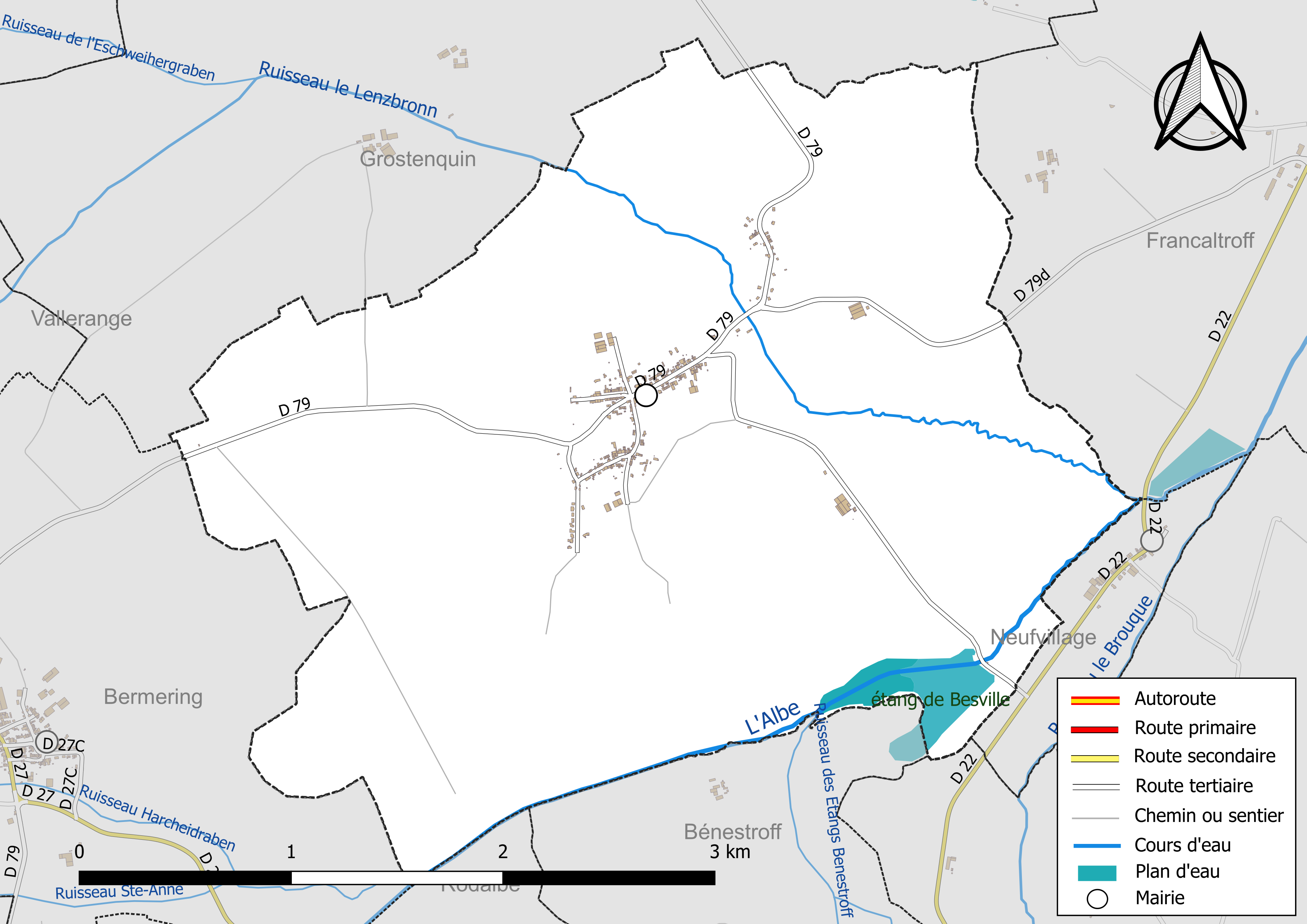
Réseaux hydrographique et routier de Virming.

La qualité des eaux des principaux cours d’eau de la commune, notamment de l'Albe, peut être consultée sur un site spécial géré par les agences de l’eau et l’Agence française pour la biodiversité.

### Climat
Pour des articles plus généraux, voir Climat du Grand Est et Climat de la Moselle.
En 2010, le climat de la commune est de type climat des marges montargnardes, selon une étude du Centre national de la recherche scientifique s'appuyant sur une série de données couvrant la période 1971-2000. En 2020, Météo-France publie une typologie des climats de la France métropolitaine dans laquelle la commune est exposée à un climat semi-continental et est dans la région climatique  Lorraine, plateau de Langres, Morvan, caractérisée par un hiver rude (1,5 °C), des vents modérés et des brouillards fréquents en automne et hiver. 
Pour la période 1971-2000, la température annuelle moyenne est de 10 °C, avec une amplitude thermique annuelle de 16,9 °C. Le cumul annuel moyen de précipitations est de 811 mm, avec 11,8 jours de précipitations en janvier et 9,2 jours en juillet. Pour la période 1991-2020, la température moyenne annuelle observée sur la station météorologique de Météo-France la plus proche, « Rodalbe », sur la commune de Rodalbe à 5 km à vol d'oiseau, est de 10,6 °C et le cumul annuel moyen de précipitations est de 737,2 mm. 
La température maximale relevée sur cette station est de 38,7 °C, atteinte le 24 juillet 2019 ; la température minimale est de −18,1 °C, atteinte le 26 décembre 2010,,. 
Les paramètres climatiques de la commune ont été estimés pour le milieu du siècle (2041-2070) selon différents scénarios d'émission de gaz à effet de serre à partir des nouvelles projections climatiques de référence DRIAS-2020. Ils sont consultables sur un site spécial publié par Météo-France en novembre 2022.

## Urbanisme

### Typologie
Au 1er janvier 2024, Virming est catégorisée commune rurale à habitat dispersé, selon la nouvelle grille communale de densité à sept niveaux définie par l'Insee en 2022.
Elle est située hors unité urbaine. Par ailleurs la commune fait partie de l'aire d'attraction de Morhange, dont elle est une commune de la couronne,. Cette aire, qui regroupe 22 communes, est catégorisée dans les aires de moins de 50 000 habitants,.

### Occupation des sols
L'occupation des sols de la commune, telle qu'elle ressort de la base de données européenne d’occupation biophysique des sols Corine Land Cover (CLC), est marquée par l'importance des territoires agricoles (66,8 % en 2018), une proportion sensiblement équivalente à celle de 1990 (66,6 %). La répartition détaillée en 2018 est la suivante : 
terres arables (34,8 %), prairies (29 %), forêts (27,3 %), zones urbanisées (4 %), zones agricoles hétérogènes (3 %), eaux continentales (1,9 %). L'évolution de l’occupation des sols de la commune et de ses infrastructures peut être observée sur les différentes représentations cartographiques du territoire : la carte de Cassini (XVIIIe siècle), la carte d'état-major (1820-1866) et les cartes ou photos aériennes de l'IGN pour la période actuelle (1950 à aujourd'hui).

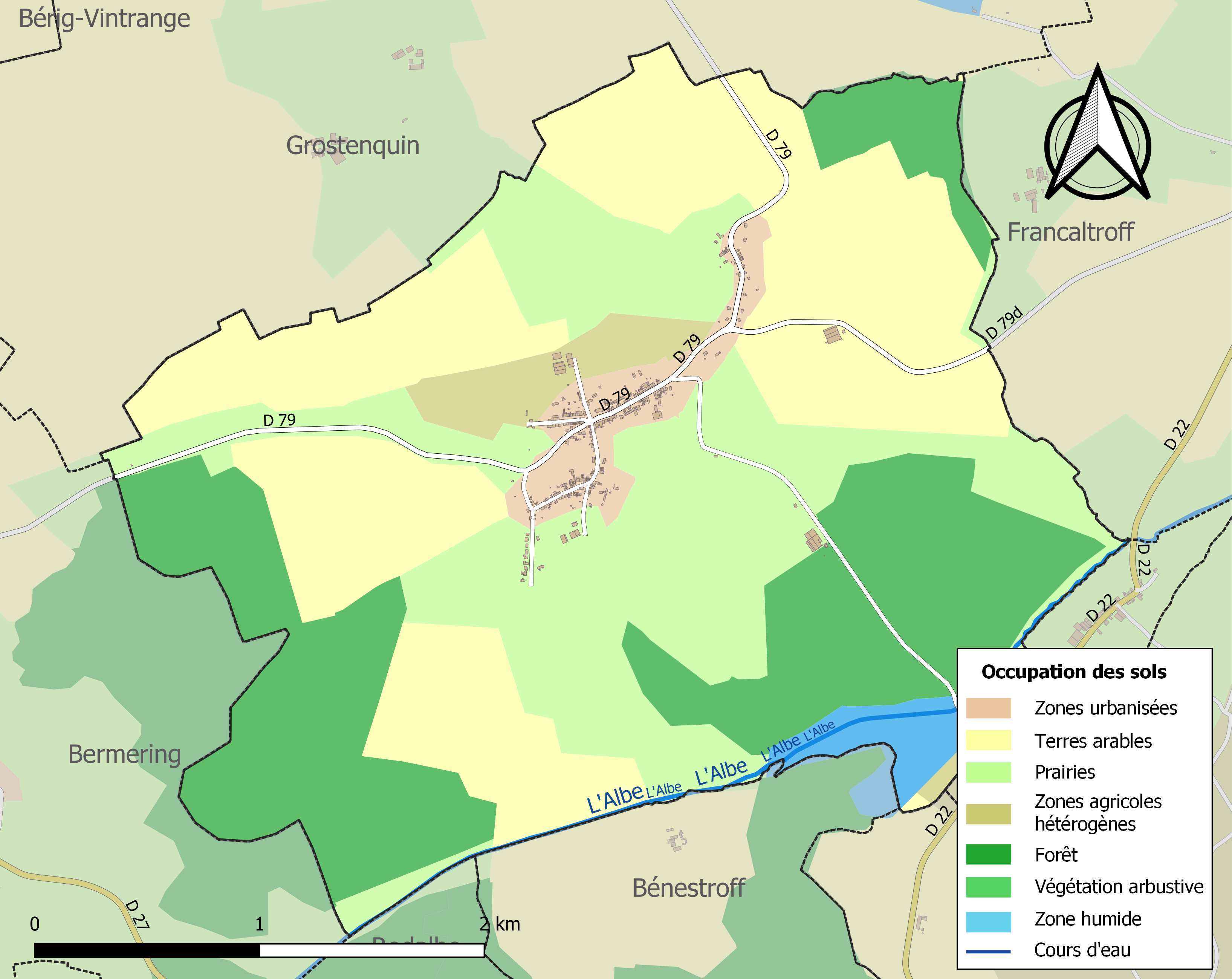
Carte des infrastructures et de l'occupation des sols de la commune en 2018 (CLC).

## Toponymie
- Virming : Warningas (777), Wirmenges (1231), Warminga (1326), Wirminguen (1361), Wurmyngen/Wurmingen/Wurmenges (1476), Wurmyngen (1518), Wirmyngen et Wirmenges (1524), Virmanges (1573), Wirmangen (1594), Wirmingen (1600), Virmingen (1667), Virming (1801), Wirmingen (1871-1918). Wirminge en francique lorrain.
- Obrick : Obereck (1447), Aubreck (1756), Obrick (1793).

## Histoire
- Dépendance de l'ancienne seigneurie de Lorraine.
- Entièrement détruite au cours de la guerre de Trente Ans et repeuplée en 1656.
- Village sinistré à 80 % en 1944 et reconstruit en 1950.

## Politique et administration
| Période                                  | Période  | Identité        | Étiquette | Qualité |
| ---------------------------------------- | -------- | --------------- | --------- | ------- |
| mars 1971                                | 2014     | André Pilmes    |           |         |
| 2014                                     | En cours | Yolande Houpert |           |         |
| Les données manquantes sont à compléter. |          |                 |           |         |

## Démographie
L'évolution du nombre d'habitants est connue à travers les recensements de la population effectués dans la commune depuis 1793. Pour les communes de moins de 10 000 habitants, une enquête de recensement portant sur toute la population est réalisée tous les cinq ans, les populations de référence des années intermédiaires étant quant à elles estimées par interpolation ou extrapolation. Pour la commune, le premier recensement exhaustif entrant dans le cadre du nouveau dispositif a été réalisé en 2008.

En 2022, la commune comptait 295 habitants, en évolution de −0,34 % par rapport à 2016 (Moselle : +0,52 %, France hors Mayotte : +2,11 %).
| 1793 | 1800 | 1806 | 1821 | 1831 | 1836 | 1841 | 1846 | 1851 |
| ---- | ---- | ---- | ---- | ---- | ---- | ---- | ---- | ---- |
| 595  | 568  | 608  | 626  | 760  | 741  | 710  | 688  | 627  |

| 1856 | 1861 | 1871 | 1875 | 1880 | 1885 | 1890 | 1895 | 1900 |
| ---- | ---- | ---- | ---- | ---- | ---- | ---- | ---- | ---- |
| 589  | 626  | 582  | 560  | 670  | 637  | 568  | 558  | 539  |

| 1905 | 1910 | 1921 | 1926 | 1931 | 1936 | 1946 | 1954 | 1962 |
| ---- | ---- | ---- | ---- | ---- | ---- | ---- | ---- | ---- |
| 523  | 477  | 398  | 393  | 390  | 386  | 353  | 356  | 310  |

| 1968 | 1975 | 1982 | 1990 | 1999 | 2006 | 2008 | 2013 | 2018 |
| ---- | ---- | ---- | ---- | ---- | ---- | ---- | ---- | ---- |
| 293  | 290  | 278  | 307  | 284  | 270  | 266  | 291  | 296  |

| 2022 | - | - | - | - | - | - | - | - |
| ---- | - | - | - | - | - | - | - | - |
| 295  | - | - | - | - | - | - | - | - |

## Culture locale et patrimoine

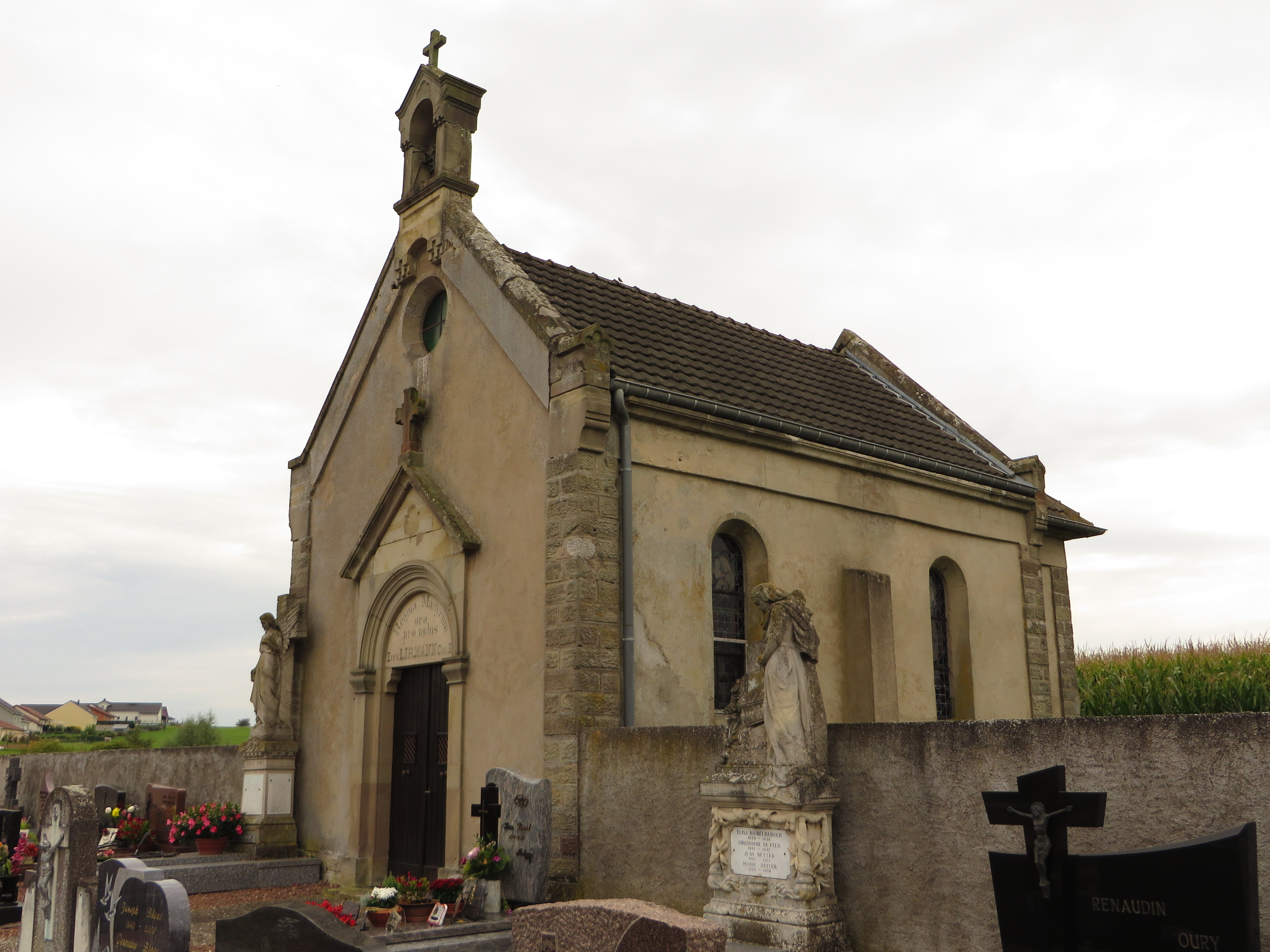
Chapelle Sainte-Anne à Ibrick.

### Lieux et monuments
- Vestiges gallo-romains.
- Bâtiments en béton d'un arsenal français dynamité en 1940 (en forêt).
- Église Saint-Pierre néo-baroque datant de 1907 : vitraux de Munich ; chaire 1800 provenant de l'ancienne église. Le 6 octobre 2022, Philippe Ballot y consacre le nouvel autel[19], réalisé par le sculpteur dieuzois Michel Dardaine[20].
- Chapelle Sainte-Anne à Ibrick.
- Chapelle-calvaire d'Obrick 1850, détruite en 1940.

### Découverte liée à la commune
En 2009, J. Gane aurait découvert une espèce de champignon, Cortinarius pseudomolochinus, dans la forêt de Virming.

### Héraldique
| Blason de Virming | Blason  | D'argent à la fasce de gueules, à deux clefs d'or en sautoir brochant, et une croix de Malte d'argent brochant sur le tout. |
| Blason de Virming | Détails | Le statut officiel du blason reste à déterminer.                                                                            |